# Wild Heerbrugg

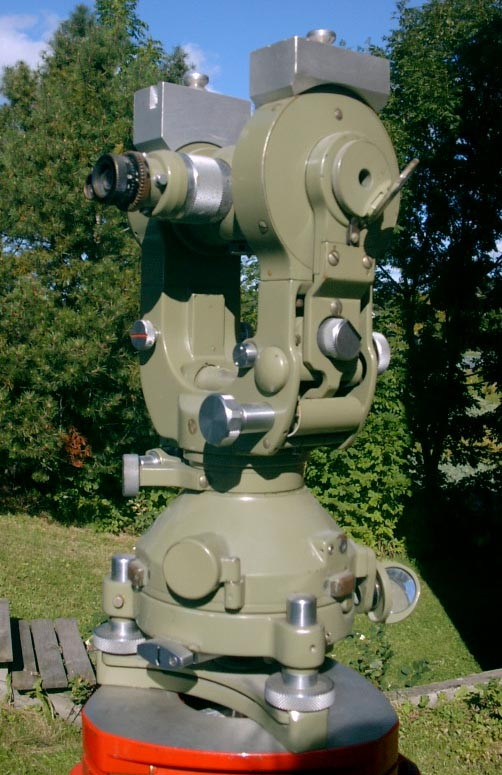
Wild T2 Theodolit

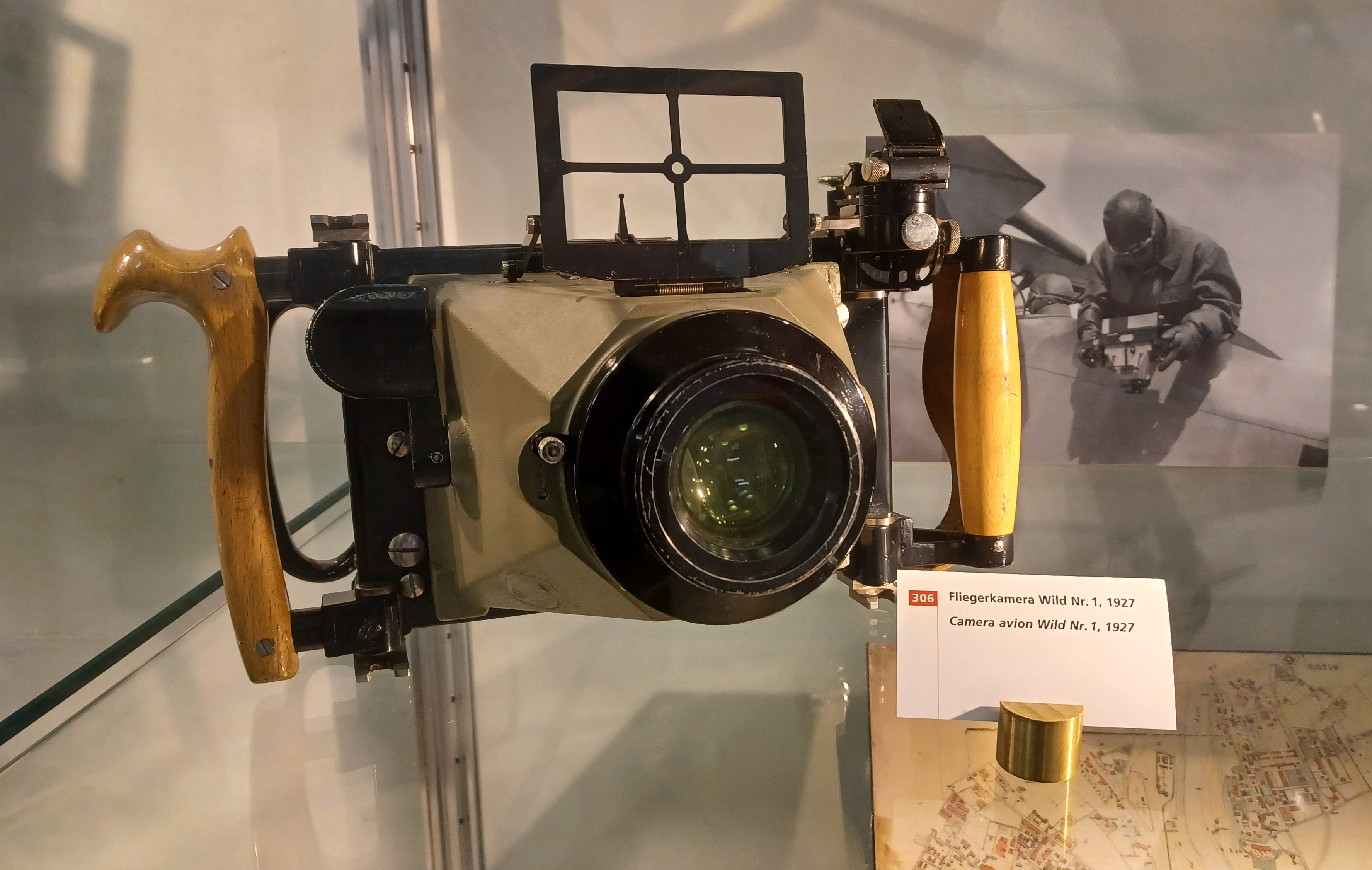
Fliegerkamera Nr. 1, 1927

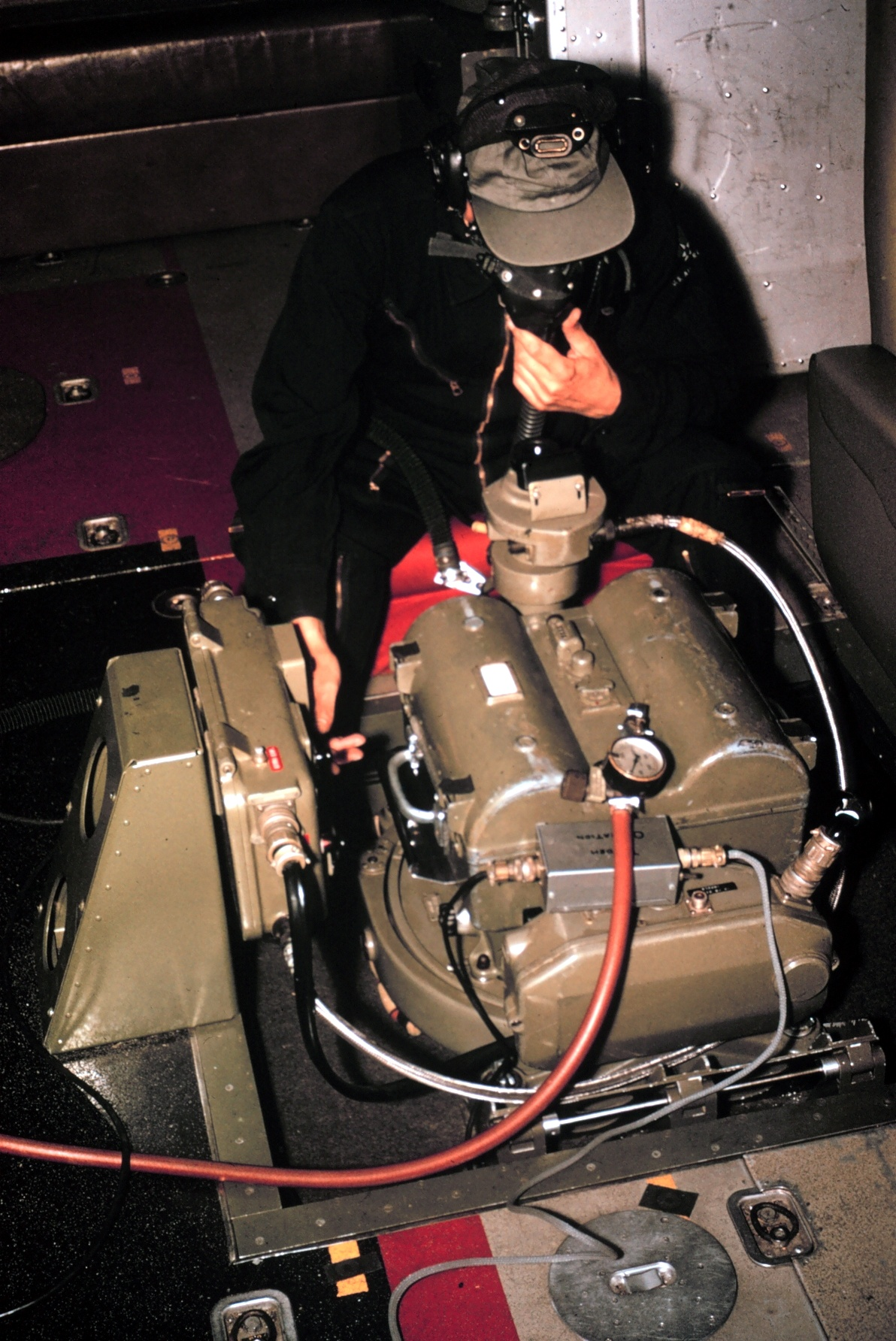
Ein Luftbildfotograf in einer Flugzeugkabine ohne Druckausgleich atmet mit einer Sauerstoffmaske und arbeitet mit einer RC-8-Reihenmesskammer von Wild

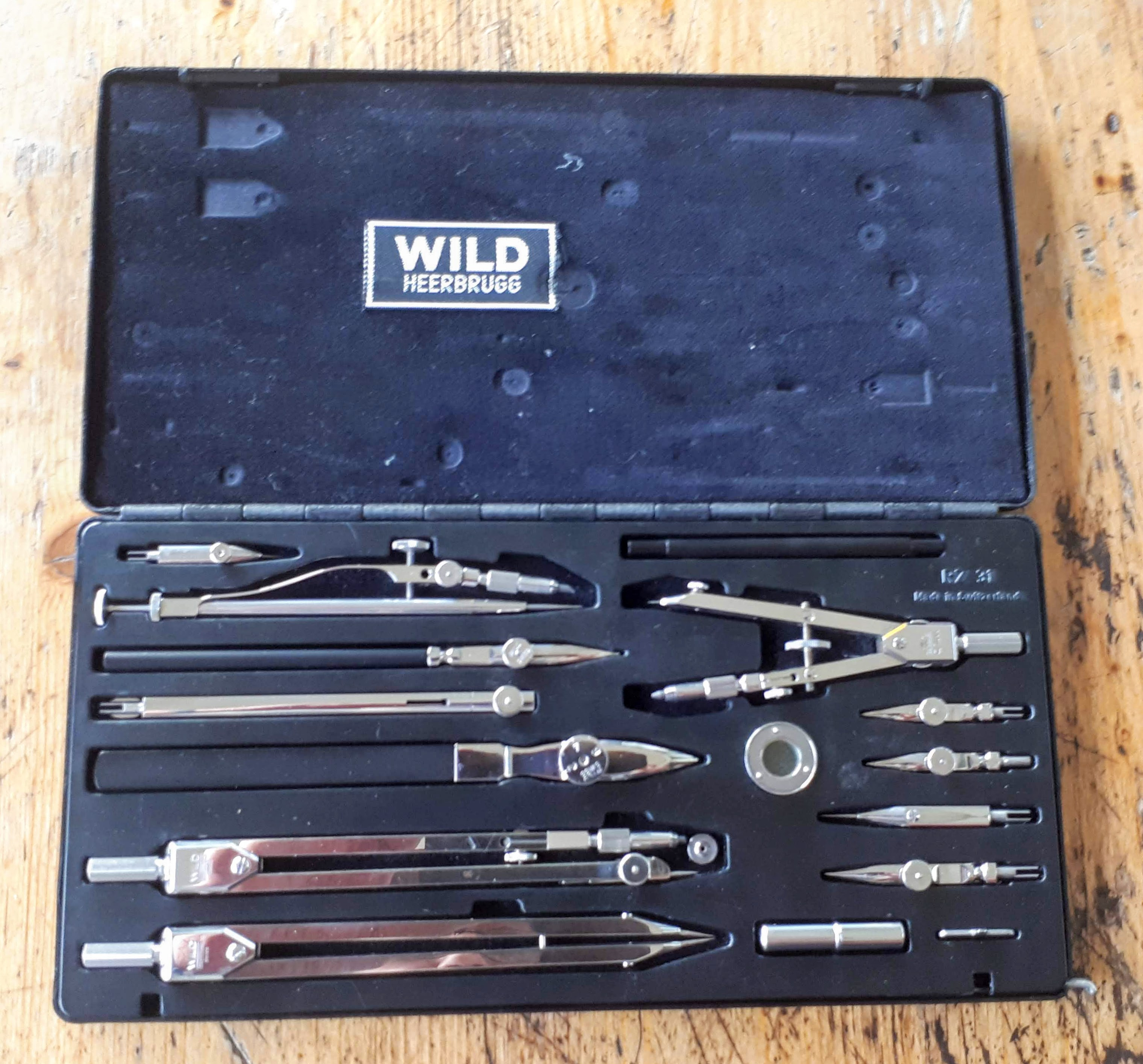
Reisszeug-Set RZ31

Das Unternehmen Wild Heerbrugg AG wurde am 26. April 1921 als Heinrich Wild, Werkstätte für Feinmechanik und Optik von Heinrich Wild, Jacob Schmidheiny und Robert Helbling im Ortsteil Heerbrugg der Gemeinde Balgach im Kanton St. Gallen gegründet. Von 1921 bis 1990 war sie ein führender Hersteller von optischen Vermessungsinstrumenten, Labor- und Stereo-Mikroskopen, Reisszeugen und Instrumenten für die Photogrammetrie.

## Geschichte

### Firmenname
Im Laufe der Jahre wechselte das Unternehmen den Namen von Heinrich Wild, Werkstätte für Feinmechanik und Optik über Verkaufs-Aktiengesellschaft Heinrich Wild’s Geodätische Instrumente zu Wild Heerbrugg AG.
1986 erfolgte eine Fusion mit Ernst Leitz Wetzlar GmbH zum Wild-Leitz-Konzern. Mit der Entstehung der Leica Holding B.V. 1990 verschwand der Name Wild, 1996 wurde daraus Leica Camera abgespalten.
Der verbleibende Konzern trennte sich 1997 auf in Leica Geosystems AG mit Sitz in der Schweiz und Leica Microsystems.
Die Wort-Bildmarke von WILD lebt noch in der WILD GmbH weiter. Aus dem ehemaligen österreichischen WILD-Produktionsstandort in Völkermarkt hat sich nach der Übernahme durch die Liaunig Industrie Holding die WILD-Gruppe mit 380 Mitarbeiter und 80 Mio. Jahresumsatz gebildet.

### Ursprünge
Am 26. April 1921 wurde das Unternehmen Heinrich Wild, Werkstätte für Feinmechanik und Optik in Heerbrugg von drei Schweizer Persönlichkeiten gegründet, dem Vermesser und Erfinder Heinrich Wild aus Glarus, dem Offizier und Unternehmer Jacob Schmidheiny aus Balgach und dem Geologen Robert Helbling aus Flums. Der Name Optikhus für die Kantine, auf dem immer noch Wildareal genannten Gelände, erinnert an die Ursprünge in der Optik.
Schwerpunkt war zunächst der Bau optisch-mechanischer Messinstrumente, unter denen bald die Theodolite durch verschiedene Patente von Heinrich Wild besonderen Ruf genossen (insbesondere die Typen T1 und T2). 1923 wurde die Firma des Unternehmens in Verkaufs-Aktiengesellschaft Heinrich Wild’s Geodätische Instrumente geändert. Später wurden auch Instrumente für die Photogrammetrie (z. B. ab 1925 ein Stereoautograf) produziert, mit welchem Wild zu einem  Marktführer wurde, sowie im Weiteren der Reduktionsdistanzmesser RDH wie auch der Wild T4, ein Spezialinstrument für astro-geodätische Messungen.

«Der Wildsche Theodolit ist bisher im Bundesamt für Eich- und Vermessungswesen bei Triangulierungsarbeiten III. und IV. Ordnung während zweier Feldperioden in Verwendung gewesen und hat hiebei vorzügliche Messungsergebnisse geliefert. Auch den nicht immer sanften Transport im Hochgebirge hat er, ohne Schaden zu nehmen, vertragen. Aus der gleichen Werkstätte stammt auch ein kleines, sehr leistungsfähiges Nivellierinstrument eigener Type und weiters ein Phototheodolit, dessen Winkelmeßvorrichtung nach Art des Universaltheodolits gebaut ist. Von derselben Firma waren auch feine Maßstäbe auf Glas geritzt ausgestellt, um direkt ohne Zuhilfenahme eines Zirkels Maße auf Plänen abmessen zu können.»

Im Zuge weiterer Innovationen kam es zu Konflikten, sodass Heinrich Wild 1932 aus dem Unternehmen ausschied. Er brachte ab 1937 seinen Erfindungsgeist und mehrere Patente in das Unternehmen Kern & Co. in Aarau ein, welches zu einem ernsthaften Konkurrenten des Heerbrugger Betriebes heranwuchs.
Im Jahr 1949 schuf die Firma mit der RC5 eine Kamera, welche noch viele Jahre weiter entwickelt werden konnte, ab 1969 wurde die RC10 vermarktet.
Der ursprüngliche Betrieb wurde 1954 zur Wild Heerbrugg AG umgestaltet. Die noch von Wild entwickelte Theodolitreihe erwies sich als so erfolgreich, dass die Namen T1 bis T3 auch für neuere Konstruktionen bis ca. 1980 beibehalten wurden. Ab 1972 entstand eine Kooperation von Wild Heerbrugg AG und Ernst Leitz Wetzlar GmbH.

### Weitere Entwicklung ab 1987
1987 kam es zum Zusammenschluss der Unternehmen Wild und Leitz zur Wild Leitz Gruppe. Am 13. Mai 1988 wurde das oben erwähnte Aargauer Unternehmen Kern & Co. AG übernommen und am 1. Januar 1989 die Wild Leitz AG gegründet. Schon am 16. August 1989 kamen weitere Unternehmen wie Cambridge Instruments, Reichert & Jung und Teile von Bausch & Lomb hinzu. 1990 wurde unter Einschluss des bekannten Kameraproduzenten die Gruppe Leica Holding B.V. gegründet, die in Kooperation mit Elektronikunternehmen u. a. in den GPS-Markt einstieg.
1996 wurde die Leica Camera AG abgespalten, 1997 erfolgte die Aufteilung in Leica Geosystems und Leica Microsystems.
Heute sind daraus mehrere rechtlich eigenständige Unternehmen entstanden. In Fortsetzung von Wild-Heerbrugg produzieren Leica Geosystems (seit 2005 als Teil der schwedischen Firma Hexagon AB) in der Schweiz geodätische Instrumente, Leica Microsystems (seit 2005 Teil der US-Firma Danaher Corporation) in Wetzlar mikroskopische Geräte, Vectronix (seit 2003 als Teil der französischen Firma Sagem, dann Safran) Militärprodukte sowie SwissOptic AG optische Komponenten. Ein Überblick zeigt die Breite und Marktpositionen der entstandenen Geschäftsfelder. Somit sind alle bedeutenden Geschäftsteile von der Schweizer Schmidheiny-Familie an ausländische Besitzer verkauft worden.

## Aktive WILD-Gruppe
Der 1995 aus dem Leica-Konzern herausgelöste österreichische WILD-Produktionsstandort wurde die Basis der WILD-Gruppe. Unter dem WILD-Logo befasst sich die WILD-Gruppe nach wie vor mit Optomechatronik. Unternehmensgegenstand ist die Auftragsfertigung und Entwicklung von Präzisionsoptik, Feinmechanik und Elektronik für die Medizintechnik und die technische Optik.
Unternehmen der WILD-Gruppe:
- Wild GmbH
- Photonic Optische Geräte GmbH & Co. KG
- WILD Elektronik u. Kunststoff GmbH & Co. KG
- WILD Technologies s.r.o.